# Transportluftschiff

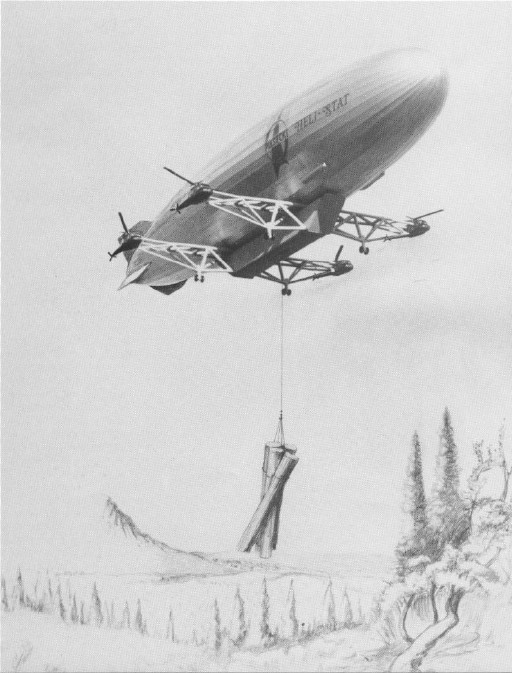
Künstlerische Darstellung eines Piasecki Heli-Stat

Transportluftschiffe, auch Lastenluftschiffe, sind Luftschiffe, welche zum ausschließlichen Transport von Gütern ziviler und militärischer Art eingesetzt werden sollen. Im Gegensatz zu Verkehrsluftschiffen, welche neben Passagieren durchaus auch kleine Mengen an Fracht transportieren, ist dieser Luftschifftyp für den ausschließlichen Transport von Fracht gedacht.
Innerhalb der Geschichte der Luftschifffahrt tauchen immer wieder Konzepte und Projekte auf, welche die Entwicklung und den Einsatz von Luftschiffen für den Transport von Lasten und Fracht planten und planen. Bis zum heutigen Tag existiert jedoch kein operativ tätiges Luftschiff dieses Typs.

## Nicht realisierte Projekte

### Russische Transportluftschiffe und Transportluftschiffkonzepte
Während des Zweiten Weltkriegs wurden die sowjetischen Luftschiffe „UdSSR-W12“ und „Pobeda“ zum Transport von Wasserstoff und Fracht eingesetzt, sodass während des Krieges in Summe rund 200.000 Kubikmeter Wasserstoff und etwa 320 t Fracht für die Rote Armee transportiert wurden.
Im Jahr 1968 wurde unter dem Namen „Nowosibirsk 2“ ein Luftschiff vorgeschlagen, welches bis zu 30 t Nutzlast transportieren sollte, wobei das Projekt nie über die Konzeptionsphase hinaus kam.
Im Jahr 1982 wurde beschlossen, zwei Versuchsmuster von großen Transportvorrichtungen zu erbauen um das Luftschiff als fliegende Kräne in der Land- und Forstwirtschaft einzusetzen. Das erste Versuchsluftschiff, „Ural 3“, hatte eine Länge von 20, eine Höhe von 18 und eine Breite von 7 Metern bei 500 kg Tragkraft. Für die Serienfertigung war zunächst eine Version mit drei Tonnen Nutzlast geplant. Darüber hinaus gab es auch größere Studien, welche jedoch alle nie verwirklicht wurden.

### Goodyear Transkontinental-Luftschiffprojekt
Mitte der 1940er Jahre protegierte die Goodyear Aircraft Corporation ein Transkontinental-Luftschiffprojekt. Neben einer Luxusversion für 112 und einer regulären Version für 288 Passagiere wurde auch eine Version vorgeschlagen, welche innerhalb des Luftschiffdecks Fracht transportieren sollte. Mit dem vorgeschlagenen und mit Helium gefüllten Luftschiff sollten von der amerikanischen Westküste bis nach Hawaii 90 Tonnen Fracht befördert werden. Im Jahr 1947 hielt sich Hugo Eckener auf Einladung des Direktors Paul W. Lichtfield sieben Monate in den Vereinigten Staaten auf und beriet das Unternehmen Goodyear bei dessen Vorhaben. Aufgrund mangelnder staatlicher Zuschüsse konnte das Projekt jedoch nicht verwirklicht werden, sodass die Idee nicht über die Konzeptionsphase hinauskam.

### LZ-132-Projekt
Mitte der 1950er Jahre wurde auf Basis des Zeppelins LZ 131 die Neukonzeption eines Luftschiffes vorgeschlagen, wobei diese Studie als LZ 132 bezeichnet wurde. Neben dem Einsatz als Passagierluftschiff wurde auch eine zweite Version als Lastenluftschiff geplant, welches bis zu 30 t Transportkapazität aufweisen sollte. Die Studie kam jedoch nicht über die Konzeptionsphase hinaus, so dass das Luftschiff niemals gebaut wurde.

### ZPG-3W-Luftschiffe und die Saturn-Rakete
1962 gab es Überlegungen der NASA, die zweite Oberstufe der Saturn-Rakete, die sogenannte S-IV mit ZPG-3W-Luftschiffen von ihrer Fertigung bei Douglas in El Segundo nach Cape Canaveral zu transportieren. Dazu sollte alle ungenutzte Ausrüstung entfernt und ein Fahrwerk angebracht werden, zwischen das die Raketenstufe aufgenommen werden konnte. Die Alternative bestand in einer Verschiffung durch den Panama-Kanal. Von einer Umsetzung dieser Idee ist nichts bekannt.

### Atomluftschiffprojekt von Henry Irwin
Das in Oklahoma ansässige Unternehmen Henry Irwin and Associates unter Leitung von Henry Irwin entwickelte in den 1960er Jahren ein atombetriebenes Frachtluftschiffkonzept. Irwin plante konsequent auf technologischen Konzepten und Entwicklungen der 1930er Jahre aufzubauen. Bekannt ist lediglich, dass auf ein Traggasvolumen von 280.000 m³ gesetzt werden sollte. Das Projekt wurde von Charles E. Rosendahl unterstützt, welcher gar Partner von Henry Irwin and Associates wurde. Obgleich Irwin im Januar 1964 eine Übereinkunft mit der Luftschiffbau Zeppelin traf, welche ihm Zugang zu historischen Konstruktionsunterlagen gegeben hätte, wurde das Projekt später nicht weiter verfolgt.

### Aerospace Developments: Studie für den Shell-Konzern
In den späten 1960er Jahren begannen die Gründer von Aerospace Developments, John Wood und Roger Munk, erste Überlegungen in Bezug auf ein Großluftschiff anzustellen.
Das Konzept sah ein Großluftschiff starrer Bauart vor, welches für Shell, den Mineralöl- und Erdgas-Konzern, konstruiert werden sollte. Von den Ausmaßen wurde an eine Länge von 549 m sowie ein Gasvolumen von 2.750.000 m³ gedacht.
Shell plante, das Luftschiff für den Transport von natürlichen Gasvorkommen einzusetzen. Der kostenintensive konventionelle Gastransport (bspw. von verflüssigtem Erdgas) sollte also vermieden werden.
Innerhalb des Luftschiffs wäre das natürliche Gas in Kombination mit Helium sowie heißen Abgasen als Traggas eingesetzt worden.
Das Projekt wurde beendet, bevor detaillierte Konzeptstudien durchgeführt wurden. Insbesondere zeigte sich schon aus den ersten Vorüberlegungen und Vorstudienergebnissen, dass das Konzept impraktikabel gewesen wäre.

### Konzeptstudie durch die Dornier AG
Anfang der 1970er Jahre fertigte die Dornier AG im Auftrag der Flugschiffbau Hamburg GmbH eine Konzeptstudie an, wobei erstaunlicherweise bei Beauftragung keine Rahmenbedingungen der Studie vorgegeben wurde. In der innerhalb von 6 Monaten angefertigten Studie wurde in einem technischen und wirtschaftlichen Teil auf die Möglichkeiten eines für den europäischen Kurzstreckenverkehr ausgelegten Luftschiffs eingegangen. Vorgeschlagen wurde ein 214 Meter langes und 52,6 Meter breites Schiff, welches mit 200.000 m³ Traggas betrieben worden wäre. Als Besonderheit galt die Hülle, welche aus leichten Aluminiumblechen gefertigt werden sollte, aber durch neue Fertigungstechnologien wesentlich einfacher als bei dem ZMC-2 Ganzmetall-Luftschiff zu konstruieren gewesen wäre. Neben einer Passagierversion, welche bis zu 468 Passagiere befördern sollte, wurde eine Frachtversion vorgeschlagen, welche 75 Tonnen Fracht aufgenommen hätte. Beide Versionen wurden für eine Reisegeschwindigkeit von 245 km/h bei einer Reichweite von 600 Kilometern ausgelegt.
Das Konzept kam über die Studie nicht hinaus, sodass die Luftschiffe nie gebaut wurden.

### Thermo-Skyship Ltd. & Wren Skyships Ltd.
Ebenfalls in den 1970er Jahren stellte das auf der Isle of Man ansässige Unternehmen Thermo-Skyship Ltd. sein Konzept eines linsenförmigen, bi-konvexen Luftschiff vor. Je nach Auslegung wurde eine Nutzlast von 100 bis 1.000 t Fracht berechnet. Der primäre Auftrieb dieser Luftschiffe sollte durch Helium erfolgen, wobei zusätzlich eine Luftkammer innerhalb des Luftschiffes mit heißer Abwärme der Triebwerke hätte gefüllt werden können. Hierdurch wäre zusätzlicher Auftrieb gewonnen worden und das Luftschiff hätte am Boden gar schwerer-als-Luft sein können. Obgleich im Jahr 1975 ein Demonstrator hergestellt wurde und der Presse in den Luftschiffhallen in Cardington vorgestellt wurde, blieben fundamentale physikalische Grundsatzfragen der Stabilität und des Widerstandes ungeklärt.
1985 wurde von Wren Skyships verkündet, in Großbritannien ein 128 m langes Ganzmetallluftschiff (RS.1) als Prototyp für größere Transportluftschiffe bauen zu wollen.
Im Jahr 1992 wurde Thermo-Skyship durch das Unternehmen Wren Skyships Ltd. übernommen und fortan wurde von dem Konzept des Linsenluftschiffs abgesehen. Stattdessen wurde ein moderneres Metallluftschiff konzipiert. Dieses als RS.1 bezeichnete Konzept wurde für vielfältige Einsatzzwecke geplant. Einerseits wurde der Einsatz als Fähre zwischen Dover und Calais vorgesehen, wobei bis zu 22 PKW und 88 Passagiere transportiert werden sollten. Andererseits wurde mit einer Version eines „fliegenden Kranes“ geplant, sodass das Luftschiff für den Baumtransport in der Forstwirtschaft, zum Transport von Fertighäusern oder der Lieferung von Medikamenten und Notfall-Krankenhäuser in Krisengebiete benutzt worden wäre. Nachdem die Aktionäre des Unternehmens in Anbetracht der enorm ansteigenden Entwicklungs- und Produktionskosten die Forderung nach einem kleineren Prototyp verkündeten, wurde das Konzept im Zeitverlauf nicht weiter verfolgt.

### Cargolifter AG
Das im Jahr 1996 gegründete und im Jahr 2002 insolvent gegangene Unternehmen Cargolifter plante ein Lastenluftschiff für den Transport von großen Turbinen und Anlagenteilen zu entwickeln und zu betreiben. Dieses Luftschiff mit der Bezeichnung CL160 sollte bis zu 160 t Fracht in einem 3.200 Kubikmeter (50 m × 8 m × 8 m) großen Frachtabteil laden. Durch die Insolvenz des Unternehmens kam das Luftschiffprojekt nicht über die Konzeptionsphase hinaus. Jedoch war die Luftschiffwerft, das heutige Tropical Islands, errichtet worden.

### SkyHook International & Boeing
Das kanadische Unternehmen SkyHook International und der US-amerikanische Luft- und Raumfahrtkonzern Boeing initiierten im Jahr 2008 ein Entwicklungsprojekt für ein Lastenluftschiff. Geplant war ein 40 Meter langes Luftschiff mit 36 t Nutzlast und 370 km Reichweite. Im September 2010 wurde das Projekt unterbrochen, da das Entwicklungsvorhaben nach Unternehmensangaben ohne staatliche Förderung oder Bezuschussung nicht realisierbar sei.

## Jüngere Entwicklungen und laufende Projekte

### Cargo Airships for Northern Operations Workshop
Seit dem Jahr 2011 finden in Alaska vom NASA Ames Research Center und anderen staatlichen Stellen organisierte Konferenzen unter dem Titel Cargo Airships for Northern Operations Workshop statt. Ziel dieser Konferenzen ist, Praktiker mit Luftschifferfahrung und Logistiker zusammenzubringen und die Möglichkeiten der Konstruktion und des Einsatzes von Transportluftschiffen für nördliche Regionen zu eruieren. Unter den Konferenzrednern fanden sich auch ehemalige Mitarbeiter der CargoLifter AG.
Die Konferenzen fanden im August 2011, im August 2012 und im Juli 2013 statt.

### Long Endurance Multi-Intelligence Vehicle (LEMV)
Am 7. August 2012 fand im Auftrag des Heeres der US-Armee ein 90-minütiger Erstflug des Long Endurance Multi-Intelligence Vehicle (LEMV) mit einer Testflugcrew in Lakehurst statt. Das Hybridluftschiff wurde von Dieselmotoren angetrieben. Als Hauptverwendung sollte in der Aufklärung und Spionage liegen. Das Luftschiff sollte nach Herstellerangaben jedoch auch als Frachtluftschiff einsetzbar sein und dabei bis zu 7 Tonnen Fracht transportieren können. Das Luftschiffsystem sollte ursprünglich ab dem Jahr 2013 operativ in Afghanistan eingesetzt werden. Technische Probleme und zeitliche Verzögerungen bewirkten jedoch einen vollständigen Abbruch des Programms und den anschließenden Rückverkauf an den englischen Hersteller, wo es als Airlander fortgeführt wurde.

### Airlander
Ziviles Hybridluftschiffprojekt auch für den Frachttransport. Der Prototyp startete erstmals 2016 und nutzt die Hülle des LEMV.

### Ohio Airships Inc.
Im Jahr 1999 wurde das Unternehmen Ohio Airships Inc. durch Robert Rist und Brian Martin gegründet. Das Unternehmen plante, ein so genanntes Dynalifter-Luftschiff zu konstruieren, welches ursprünglich bereits im September 2009 seinen Erstflug haben sollte. Dieses als Hybridluftschiff konzipierte Luftschiff soll in seiner geplanten größten Ausbaustufe 160 t – 200 t Fracht aufnehmen. 2010 wurde ein erster kleinerer Prototyp, der Dynalifter DL-100 fertiggestellt, welcher in der Folge getestet wurde. Unternehmensvertreter nahmen 2012 auch an der Cargo Airships for Northern Operations Workshop Konferenz teil.